# Ламотт, Антуан Удар де
Антуан Удар де Ламотт (встречается вариант написания Ла Мотт; фр. Antoine Houdar de la Motte; 18 января 1672, Париж — 26 декабря 1731, там же) — французский поэт, драматург и либреттист, член Французской академии (с 1710).

## Биография и творчество
Антуан Удар де Ламотт родился 18 января 1672 года в Париже в семье шляпного мастера.
Дебютировал в 1693 году комедией «Оригиналы», провалившейся при постановке; расстроенный Ламотт отказался от писательской карьеры и вступил в монашеский орден траппистов. Однако спустя четыре года вернулся к литературе, начав с оперных либретто — в частности, оперы-балета Андре Кампра «Галантная Европа» (L'Europe galante, 1697).
В дальнейшем Ламотт писал также трагедии, из которых особым успехом пользовалась основанная на пьесе Камоэнса «Инес де Кастро» (фр. Inès de Castro, 1723), сравнивавшаяся современниками с драматургией Корнеля. Популярны были также басни и оды Ламотта. В поздние годы Ламотт вел переписку (в частности, с Бернаром Фонтенелем), и последующая публикация этой переписки укрепила образ Ламотта как не скованного условностями мыслителя и тонкого стилиста.
Одним из наиболее значительных эпизодов творческой биографии Ламотта стала гомеровская полемика, развернувшаяся при поддержке влиятельной хозяйки литературного салона маркизы де Ламбер, постоянным посетителем которого был Ламотт. После появления в 1699 году прозаического перевода «Илиады», выполненного Анной Дасье и сделавшего гомеровский эпос фактом текущей французской литературной жизни, Ламотт подготовил и опубликовал в 1714 году стихотворное переложение этого перевода в значительно сокращенном и изменённом виде (сократив 12 песен из 24 и значительно переделав остальные). В предварявших перевод «Рассуждениях о Гомере» (фр. Discours sur Homère) Ламотт писал о том, что современная литература далеко ушла вперед от античной, и следует приблизить античные шедевры к современности, упрощая стиль и форму. Ответ Дасье, которая также была частой гостьей салона маркизы де Ламбер, в памфлете «О причинах порчи вкуса» появился в том же году и был весьма резок по форме. Ламотт, не приняв обострения тона дискуссии, ответил книгой «Возражения на критику» (фр. Réflexions sur la critique, 1716), с философских позиций его поддержал Жан Террасон. Итог дискуссии подвел примирительной работой «Гомер на суде» Клод Бюфье, замечавший, что на собственные достоинства Гомера ни одна сторона не покушалась; 5 апреля 1716 года на званом ужине Ламотт и Дасье встретились и подняли бокал в честь Гомера, на чем полемика была завершена.
В 1710 году Ламотт был избран во Французскую академию.

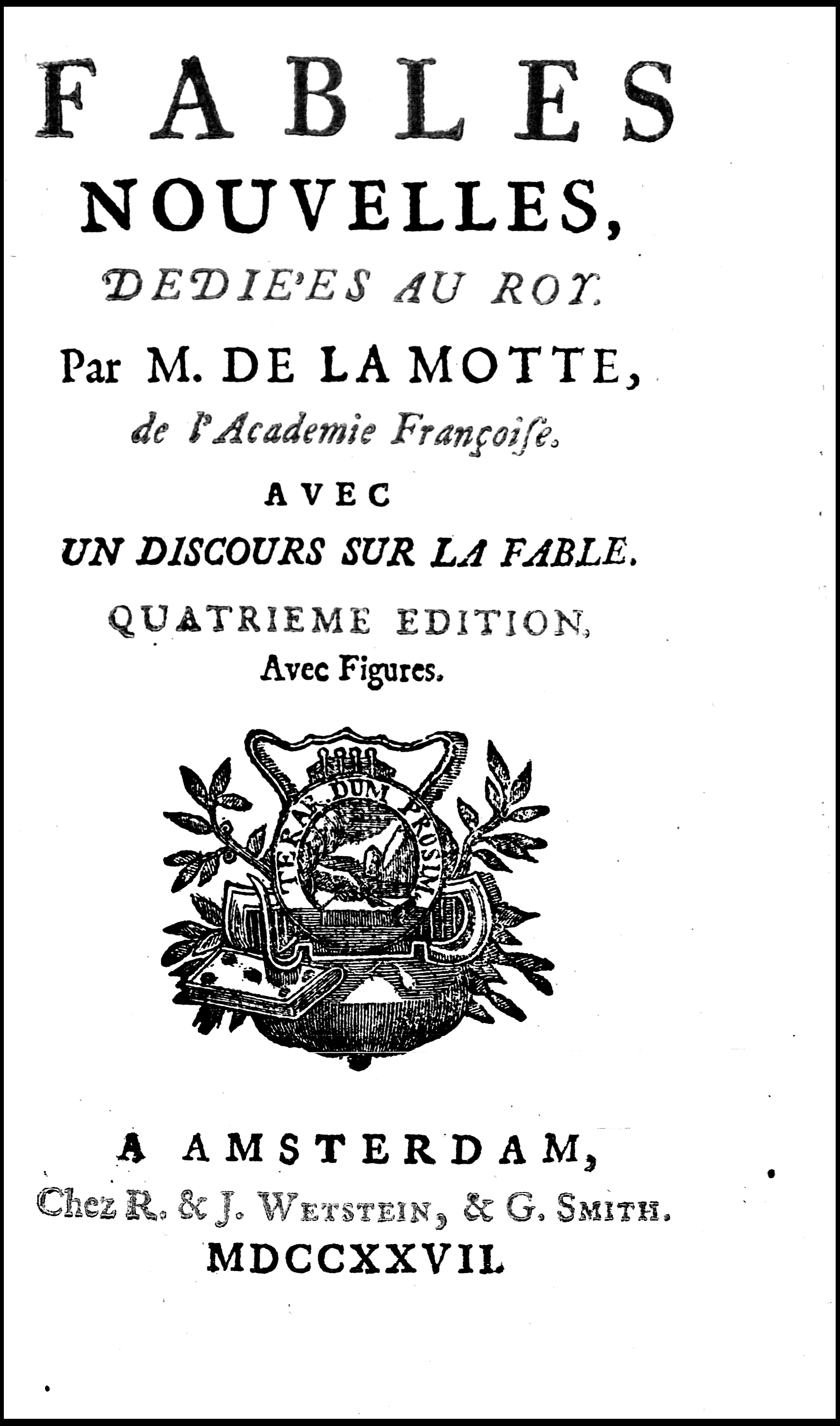
«Новые басни». Издание 1827 года

В 1719 году Удар де Ламотт выпустил сборник «Новые басни» с посвящением Людовику XV. В него вошло сто образцов жанра, а предваряло сборник «Рассуждение о басне». Автор подчеркнуто дистанцируется от Лафонтена и Эзопа и прибегает к оригинальным сюжетам. Для его басен характерно усиление дидактизма в ущерб поэтическим достоинствам. Тем не менее издание имело успех, во многом в силу его полиграфических достоинств. Известный отечественный литературовед Б.В. Томашевский не исключает, что басни Удара де Ламотта могли быть известны Пушкину ещё в годы его обучения в Лицее.
Антуан Удар де Ламотт умер 26 декабря 1731 года в родном городе.